# 特朗克兰维尔
特朗克兰维尔（法語：Trancrainville，法語發音：[tʁɑ̃kʁɛ̃vil]）是法国厄尔-卢瓦省的一个市镇，位于该省东南部，属于沙特尔区。

## 地理
特朗克兰维尔（48°14'20"N, 1°51'36"E）面积11.61 平方千米，位于法国中央-卢瓦尔河谷大区厄尔-卢瓦省，该省份为法国北部内陆省份，北起顺时针与厄尔省、伊夫林省、埃松省、卢瓦雷省、卢瓦-谢尔省、萨尔特省和奧恩省接壤。
与特朗克兰维尔接壤的市镇（或旧市镇、城区）包括：弗雷奈莱韦克、吉勒维尔、万维尔圣利法尔、博斯地区让维尔。
特朗克兰维尔的时区为UTC+01:00、UTC+02:00（夏令时）。

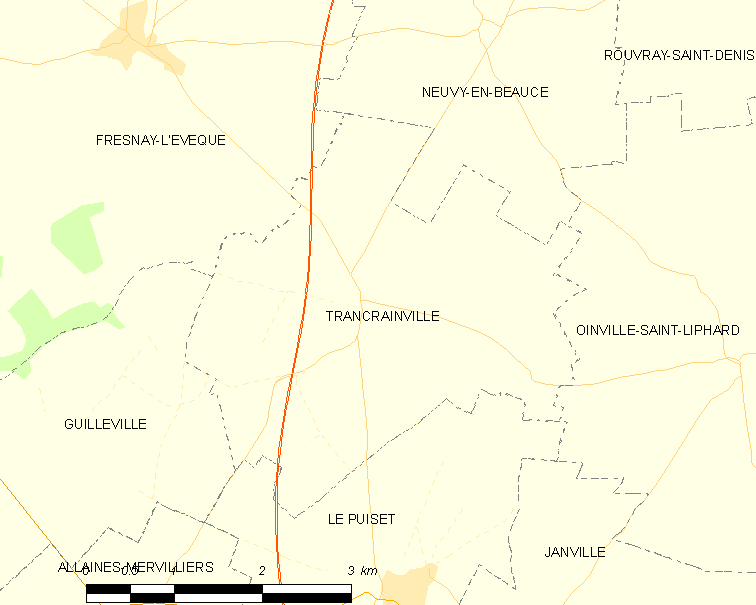
特朗克兰维尔的OSM定位图

## 行政
特朗克兰维尔的邮政编码为28310，INSEE市镇编码为28392。

## 政治
特朗克兰维尔所属的省级选区为莱维拉日沃韦安县。

## 交通
法国A10号高速公路经过该市镇西侧，该市镇总面积11.61平方公里，2009年时的人口为169人。

## 人口

1962-2008年间特朗克兰维尔人口变化图示

特朗克兰维尔于2022年1月1日时的人口数量为169人。